# Projeto Beacon

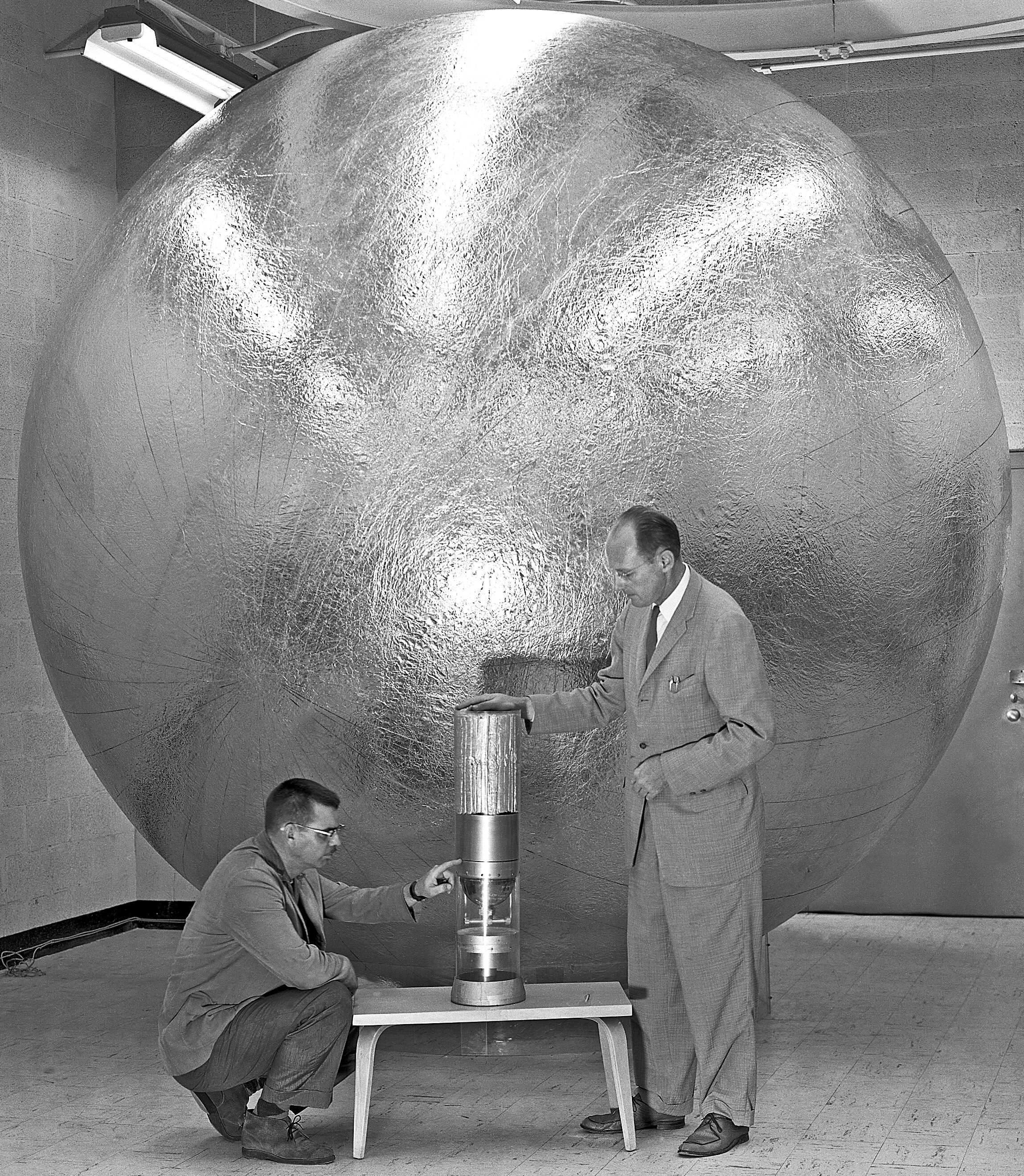
O satélite Beacon sendo testado inflado

O Beacon foi um dos primeiros programas de satélite Norte americanos. Um satélite inflável cujo objetivo era estudar a densidade atmosférica em sua altitude orbital além de ser o primeiro satélite dos Estados Unidos visível a olho nú. Problemas nos foguetes nas duas tentativas de lançamento, levaram ao encerramento do projeto.